# NPH-MCKD-Komplex
Der NPH-MCKD-Komplex (nephronophthisis-medullary cystic kidney disease), auch NPH/ADMCKD-Komplex genannt, ist eine Gruppe von genetisch bedingten Erkrankungen der Niere, die zu einer Zystenniere führt.
Die Erkrankungen haben als gemeinsames Krankheitsbild die Ausbildung von Zystennieren an der Rinde-Mark-Grenze (kortikomedulläre Grenze). Alle Krankheiten des NPH-MCKD-Komplexes führen in Abhängigkeit vom betroffenen Gen in bestimmten Altersbereichen zum terminalen Nierenversagen (endgültiges Nierenversagen).
Zum NPH-MCKD-Komplex werden die folgenden Erkrankungen gerechnet:
| Erbgang            | Erkrankung                                | Chromosom/Genlocus | Gen           | Protein                  | terminales Nierenversagen (Alter in Jahren) |
| autosomal-rezessiv | Juvenile Nephronophthise                  | 2q13               | NPHP1         | Nephrocystin-1           | 13                                          |
| autosomal-rezessiv | Infantile Nephronophthise                 | 9q22-q31           | NPHP2         | Inversin                 | <1                                          |
| autosomal-rezessiv | Adoleszente Nephronophthise               | 3q22.1             | NPHP3         | Nephrocystin-3           | 19                                          |
| autosomal-rezessiv | Nephronophthise Typ 4                     | 1p36.22            | NPHP4         | Nephroretinin            | 21                                          |
| autosomal-rezessiv | Nephronophthise Typ 5                     | 3q21.1             | IQCB1, NPHP5  | Nephrocystin-5           | 13                                          |
| autosomal-rezessiv | Nephronophthise Typ 6                     | 12q21.33           | CEP290, NPHP6 | Nephrocystin-6           |                                             |
| autosomal-rezessiv | Nephronophthise Typ 7                     | 16p13.3            | GLIS2         | Zinkfinger-Protein GLIS2 |                                             |
| autosomal-dominant | Medullär-zystische Nierenerkrankung Typ 1 | 1q21               | MCKD-1        | Phänotyp                 | 62                                          |
| autosomal-dominant | Medullär-zystische Nierenerkrankung Typ 2 | 16p12.3            | UMOD          | Uromodulin               | 32                                          |